# Esercito della Federazione di Bosnia ed Erzegovina
L'Esercito della Federazione di Bosnia ed Erzegovina (bosniaco, croato: Vojska Federacije Bosne i Hercegovine) era la forza armata della Federazione di Bosnia ed Erzegovina creata dopo gli Accordi di Dayton del 1995. Si trattava di due unità fuse che erano in conflitto tra di loro durante la guerra in Bosnia ed Erzegovina: l'Armata della Repubblica di Bosnia ed Erzegovina (ARBiH) bosniaca e il Consiglio della difesa croata (HVO) croato. Nel 2005 venne integrato nelle Forze armate della Bosnia ed Erzegovina controllate dal Ministero della Difesa della Bosnia ed Erzegovina.

## Equipaggiamento
Fanteria
Fucili
| Fucile      | Tipo             | Versioni   | Note                                                          |
| ----------- | ---------------- | ---------- | ------------------------------------------------------------- |
| M16A1/A2    | Fucile d'assalto | A1 e A2    | Donato dagli Stati Uniti                                      |
| AR-15       | Fucile d'assalto | AR-15      | Acquistato dalla Federazione di Bosnia ed Erzegovina nel 1998 |
| Zastava M70 | Fucile d'assalto | AB         |                                                               |
| AK-47       | Fucile d'assalto | Variante S |                                                               |
| HK 33       | Fucile d'assalto | A3         | Donato dalla Turchia nel 1997                                 |

Carri armati
| Carro armato | Tipo                          | Versioni               | In servizio | Note                |
| ------------ | ----------------------------- | ---------------------- | ----------- | ------------------- |
| M60 PattonA3 | Carro armato da combattimento | A3/A3TTS               | 45          |                     |
| AMX-30B2     | Carro armato da combattimento | B2S, ibrido tra S e B2 | 36          | Dagli Emirati Arabi |
| T-55         | Carro armato da combattimento | T-55                   | 10          | Dall'Egitto         |

Aerei
| Aereo        | Tipo               | Versioni | In servizio | Note |
| ------------ | ------------------ | -------- | ----------- | ---- |
| UH-1H        | Elicottero utility | UH-1H    | 15          |      |
| Lola Utva 75 | Liaison            |          | 11          |      |
| Mil Mi-8     | Elicottero utility |          | 22          |      |